# An’guksa
Der An’guksa ist ein buddhistischer Tempel in Nordkorea bei P’yŏngsŏng. Er wurde im Jahr 503 von Mönch Hyŏnuk (법사 현욱) gegründet. Der Name bedeutet „Tempel des friedlichen Landes“. Aus der Gründungszeit des Tempels ist nichts erhalten. Die Tempelanlage umfasst heute die Haupthalle Taeungbojŏn (1785), den Torpavillon T’aep’yŏngnu, einen Wohnflügel für Mönche und einen Gedenkpavillon, außerdem eine Pagode aus der Koryŏ-Periode und einen 600 Jahre alten Ginkgo. In der nordkoreanischen Gesellschaft, in der laut Verfassung Religionsfreiheit herrscht, tatsächlich aber kein Raum für freie Religionsausübung gewährt wird, hat auch dieser Tempel seine religiöse Funktion eingebüßt und gilt nur noch als Baudenkmal. Der Tempel ist als Nationalschatz Nr. 34 eingetragen. Er diente mehreren historischen Filmen als Kulisse. Der Tempel liegt in der Provinz P’yŏngan-namdo am Südhang des Berges Pongninsan.

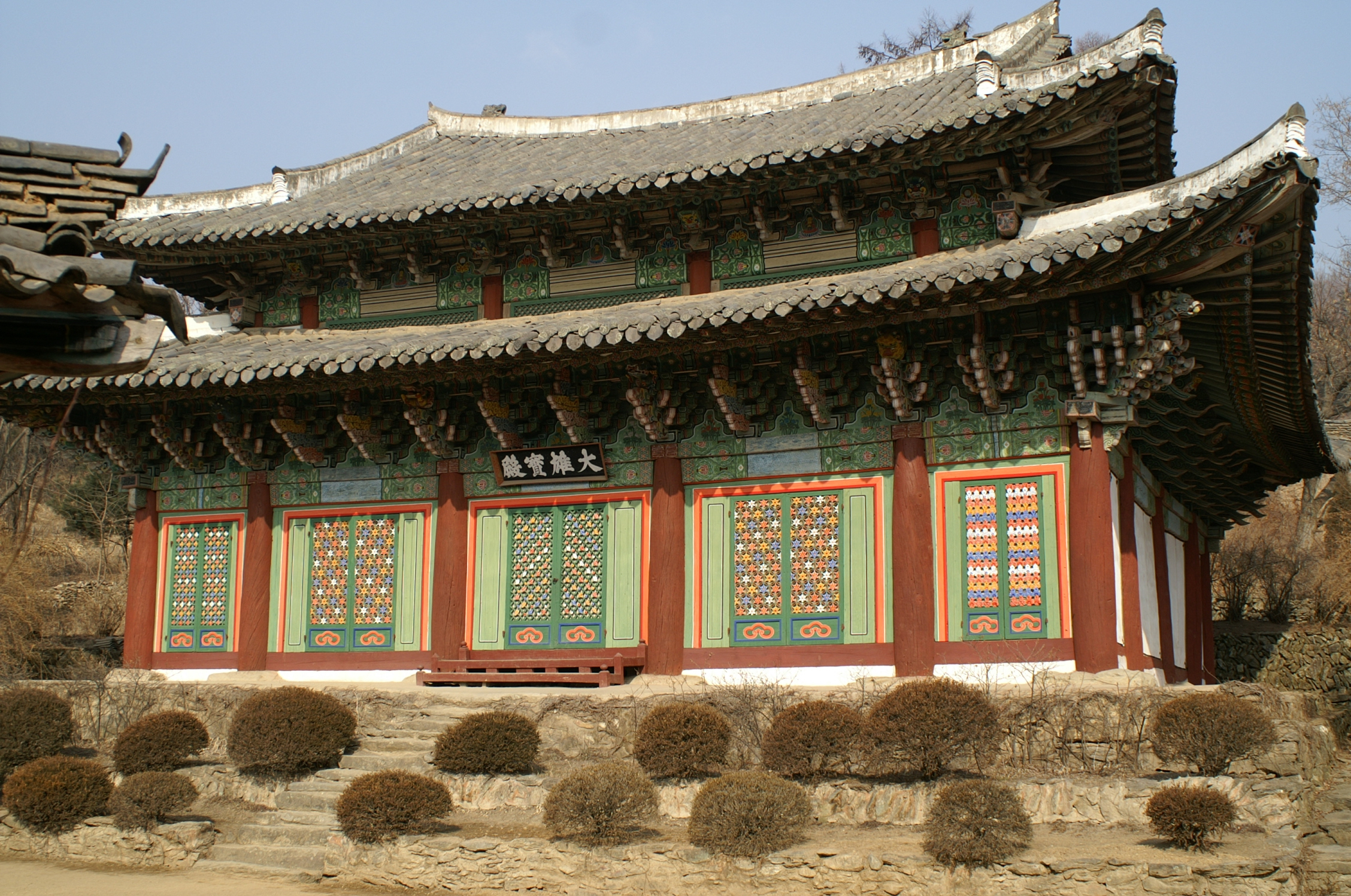
Haupthalle Taeungbojŏn, Tempel An’guksa

## Taeungbojŏn
Die Haupthalle Taeungbojŏn zählt neben der gleichnamigen Halle im Tempel Pŏpchusa (Beopjusa) und der Halle Kakhwangjŏn (Gakhwangjeon) im Tempel Hwaŏmsa (Hwaeomsa) (beide in Südkorea) zu den größten Tempelhallen Koreas. Der heutige Bau wurde im Jahre 1785 neu errichtet, enthält aber vermutlich Reste des Vorgängerbaus. Er ist ein Holzbau auf rechteckigem Grundriss von sechs Säulen Breite und fünf Säulen Tiefe (17 × 13,2 m) und hat ein doppelt gestuftes Dach (Höhe: 13 m). Diese Dachform täuscht Zweistöckigkeit vor, tatsächlich ist die Halle jedoch einstöckig, da im Inneren keine Zwischendecken eingezogen sind. Die obere Stufe des Daches ist als Fußwalmdach gestaltet und ruht auf zehn 8 m hohen runden Säulen, die frei im Innenraum stehen und von außen nicht sichtbar sind. Die Außenwände des Obergeschosses sitzen auf Querbalken, die zwischen diesen inneren Säulen und den Säulen der Außenwände des Erdgeschosses eingezogen sind.
Die untere Dachstufe ruht auf reich verzierten Konsolen, die als Folge mehrerer Umbauten ein uneinheitliches Bild zeigen: An der Vorderseite der Halle haben sie die Form sanft gekurvter Wolken oder Lotosknospen, an den Seitenwänden und der Rückseite die konventionellere Form weit ausladender Ochsenzungen. An der oberen Dachstufe sind die Konsolen schlichter gestaltet. Beachtenswert sind die originellen Verzierungen: Auf den Konsolen an den beiden Ecken der Vorderfront sitzen Drachen mit menschlichen Drachenführern, im Inneren zwischen den Konsolen geflügelte menschliche Gestalten.
Die Flügel der fünf Türen sind reich mit Blumenschnitzereien in durchbrochener Arbeit verziert. Alle Holzteile innen wie außen sind farbenprächtig bemalt: die Säulen rot, die Balken, Konsolen und Dachsparren sowie die Kassettendecke mehrfarbig.
Im Inneren der Halle steht ein breiter Altar mit drei Buddhastatuen aus vergoldetem Holz. Vairochana wird von Sakyamuni und von Amitabha flankiert. Der Altar ist von einem sehr aufwendigen dreistöckigen Baldachin gekrönt. Die buddhistischen Hängebilder hinter den Skulpturen sind neueren Datums.

## T’aep’yŏngnu
Der Torpavillon T’aep’yŏngnu ist ein langgestreckter, niedriger Bau von sechs mal vier Säulen (19,3 × 6,8 m) mit Fußwalmdach. Vorderwand und Seitenwände sind geschlossen; die Rückwand zum Innenhof hin ist offen. Durch den mittleren Teil des Pavillons betritt man den inneren Tempelhof, links und rechts vom Durchgang sind in Sitzhöhe Fußböden eingezogen.
Über dem Durchgang hängt eine von König Sunjo (reg. 1800–1834) geschriebene Tafel mit dem Schriftzug T’aep’yŏngnu („Halle des Friedens“).

## Weitere Sehenswürdigkeiten
Rechts neben der Haupthalle steht ein kleiner Pavillon (주필대), der zum Gedenken an einen Aufenthalt von König Sŏnjo (reg. 1567–1608) errichtet wurde. Der König war während der japanischen Invasion im Jahr 1592 mit seinem Hofstaat nach Ŭiju geflohen und hatte bei seiner Rückkehr im Tempel Station gemacht.
Die neunstöckige Pagode aus der zweiten Hälfte der Koryŏ-Periode ist mit Lotosblumen verziert. Das früher fehlende neunte Stockwerk wurde kürzlich ergänzt.
Ein Inschriftenstein aus dem Jahr 1774 mit einer Inschrift in chinesischer Sprache (Hanmun) verzeichnet die Geschichte des Tempels.
Vor dem Tempel steht ein rund 600 Jahre alter, 27 m hoher Ginkgobaum (Naturdenkmal Nr. 31), der noch heute jährlich 100 kg Früchte trägt.